# Усташе
Усташе, званично Усташа — Хрватски револуционарни покрет, биле су хрватска фашистичка ултранационалистичка, клерикална и терористичка организација, коју је основао Анте Павелић 1929. године у Италији. Организација се налазила на челу Независне Државе Хрватске, од априла 1941. до маја 1945. године.
Ослањајући се на Силе Осовине, прије свега на Њемачку и Италију, усташе су у већини случајева копирале њихову унутрашњу структуру и идеологију. У својим ставовима су истицали србофобију и антисемитизам, као и низ теорија којима су оправдавале своје територијалне претензије.
Усташе су организовале и спроводиле геноцид над Србима, Јеврејима и Ромима, оснивајући велики број сабирних логора. Према разним процјенама, током усташког геноцида убијено је између 197.000 и 700.000 Срба, 30.000 Јевреја и 80.000 Рома.
Након ослобођења Југославије, већина главешина усташког покрета је пацовским каналима побјегла у западну Европу и Јужну Америку, гдје су створили мрежу радикалних организација. Питање процјене злочина које су починиле усташе је покренуто током распада Југославије.

## Назив
Ријеч усташа (множ. усташе) изводи се из глагола устати. Пучки-усташа (њем. Landsturm) био је војни чин у Краљевском хрватском домобранству. Исти термин се користио и за хрватске пјешадијске пукове треће класе (њем. Landsturm regiments) током Првог свјетског рата.
Друга варијација глагола устати је устаник (множ. устаници). Назив усташа није имао фашистичку конотацију током својих раних година у Краљевини Југославији, јер је термин устат кориштен у Херцеговини за означавање учесника Херцеговачког устанка 1875. године. Пун првобитни назив организације се јавља у априлу 1931. године као „Усташа — Хрватска револуционарна организација” (УХРО), а 1933. године је преименована у „Усташа — Хрватски револуционарни покрет” (УХРП) и тај назив је задржала све до краја Другог свјетског рата.

## Историја

### Настанак хрватског национализма
Хрватски национализам је настао у 19. вијеку. Његови најистакнутији теоретичари били су Анте Старчевић, Еуген Кватерник и Јосип Франк. У земљама Аустроугарске, које су они сматрали хрватским, живио је знатан број Срба. У појединим областима, као што су Босна, Херцеговина, Далмација, окрузи бивше Војне крајине, Срби су чинили већину или значајан постотак становништва. Неколико умјерених хрватских политичара је активно сарађивало са српским странкама. Истовремено, националистичке странке, међу којима се истицала Странка права, Србе су видјеле као препреку ка стварању хрватске националне државе. Старчевић је негирао постојање српског народа, тврдећи да Срби нису народ већ назив за робове и затворенике који нису могли да изграде државу. Према томе, Старчевић је средњовјековно Српско краљевство сматрао хрватском државом. Нешто другачија је била позиција Кватерника. Он је признавао постојање српског народа, али само изван граница оних земаља за које је тврдио да припадају хрватском народу.
Србофобија као важан елемент хрватског национализма повећала се када је водећу улогу у Странци права преузео Јосип Франк. Био је досљедан у покушајима да Хрвате представи као подршку Аустроугарској на Балканском полуострву, док је Србе покушао представити као главне непријатеље. У периоду од 1900. до 1902. године Франкове присталице су организовале неколико погрома над Србима у Загребу, Карловцу и Броду на Сави. Током Првог свјетског рата, односи Срба и Хрвата су поново погоршани. „Шуцкори” у које су регрутовани босанскохерцеговачки Муслимани и Хрвати су у Босни и Херцеговини пљачкали и убијали Србе, који су били осумњичени за нелојалност Аустроугарској.
Након пораза Аустроугарске у Првом свјетском рату и њеног распада, практично све јужнословенске земље бивше монархије добровољно су ушле у састав новонасталог Краљевства Срба, Хрвата и Словенаца. Међутим, ова држава је била централизована и ускоро је престала да одговара хрватским интересима, који су тежили ка аутономији или независности. То је додатно закомпликовало односе Срба и Хрвата, изазивајући низ политичких криза. Већ 1918. године у хрватским насељима дошло је до таласа демонстрација током којих се тражили независност Хрватске. Борбу за остварење овог циља водила је Хрватска републиканска сељачка странка на челу са Стјепаном Радићем, која је у својој пропаганди користила спој националистичких и социјално-егалитарних елемената пропаганде. ХРСС се ослањала на хрватско сељаштво, које је чинило 80% становништва, међу којим је имала велику популарност. Она је 1921. године била творац „Хрватског блока”, ујединивши најзначајније хрватске политичке снаге. До 1925. године Радић није признавао стварање Краљевине Срба, Хрвата и Словенаца и устав усвојен 1921. године. Закони Краљевине нису спровођени у многим хрватским областима, које су сачувале административни систем наслијеђен из доба Аустроугарске. Радић је 1925. године склопио споразум са Министарским савјетом, а неколико чланова ХСС-а су постали министри. Он је, и поред тога, поново остао у опозицији власти. Радића је у Народној скупштини 20. јуна 1928. године смртно ранио српски посланик Пуниша Рачић, а два друга посланика ХСС-а су убијена.
Атентат у Народној скупштини је изазвао талас хрватског национализма и додатно закомпликовао већ компликоване односе Срба и Хрвата. Хрват Јосип Шунић је 4. августа убио српског новинара Владимира Ристовића као освету за Радићеву смрт. Дана 1. септембра 1928. сазвана је конференција Хрватске странке права, на којој је донесена одлука о самосталности и независности Хрватске. Дана 2. септембра у Загребу је одржан други сабор Хрватске револуционарне правашке омладине (ХРПО), радикалног омладинског крила ХСП-а коју је на Загребачком универзитету основао Бранимир Јелић. Њихова сарадња са Антом Павелићем је уродила 1. октобра оснивањем организације Хрватски домобран, чији је задатак био прикупљање омладине у ванстраначку организацију која ће постати језгро хрватског сецесионизма. До 1929. појавиле су се двије струје међу хрватским политичарима; једни су дијелили Павелићев став да се хрватски национални интерес може постићи само насиљем, а друга умјерена струја је била окупљена око Хрватске сељачке странке, предвођене Радићевим насљедником Влатком Мачеком, која је имала много већу подршку међу Хрватима. Организација окупљена око Домобрана је покушала да радикализује умјерене Хрвате, користећи Радићево убиство да подгрије тензије у подијељеној држави. Група је издавала новине Хрватски домобран чији је главни уредник био Јелић, а до забрањивања новина њима су доприносили и чланови ХСП-а. Вође ХПРО-а и Хрватског домобрана били саорганизатори насилних демонстрација у Загребу 1. децембра 1928. Након демонстрација Јелић и Густав Перчец су емигрирали. Дана 6. јануара 1929. краљ Александар I Карађорђевић је завео диктатуру, током које је устав из 1921. укинут, забрањене су све националне странке и онемогућен сваки легални политички рад. Осјетивши се угроженим за своју безбједност, Павелић је емигрирао у јануару 1929. године.

### Настанак и развој усташке организације
Хрватска странка права је обновљена 1918. године и у исто вријеме је неколико њених водећих чланова напустило Аустроугарску монархију, која се налазила у процесу распада. Годину дана касније адвокат Анте Павелић је постао секретар странке. Усвојен је и нови програм странке, којим је одређен циљ „очувања националног идентитета и државне независности хрватског народа”. Међутим, ХСП 1920. године није био популаран. Бирачко тијело странке чинили су само националистички настројени представници хрватске интелигенције и бивши официри Аустоугарске војске, незадовољни политиком Београда.
Краљ Александар није успио да уједини његову вишенационалну краљевину двадесетих година 20. вијека. Одустао од демократије и увео краљевску диктатуру (6. јануара 1929) — мијењајући истовремено име Краљевине Срба, Хрвата и Словенаца у Краљевина Југославија, чиме је желио нагласити јединство народа. Као одговор на краљев поступак, Анте Павелић је основао тајну организацију „Усташе” која је заговарала хрватску независност и служила се тероризмом у постизању свога циља. Основну програма усташа чинило је мишљење да нема ни слоге ни помирења између Хрвата и Срба.
Непосредно прије избора 1927. године, ХСП, ХРСС и ХФСС ујединиле су се у Хрватски блок. Главни слоган блока је био Старчевићев слоган „Бог и Хрвати”. Ипак, овај политички савез није успио да стекне запажени политички резултат. Мандате у Народној скупштини су стекли само Анте Трумбић и Анте Павелић. Послије атентата у Скупштини, Павелић је покушао искористити растући хрватски шовинизам у своје сврхе. У децембру 1928. године он оснива терористичку организацију „Хрватски домобран”. У јануару 1929. године напушта странку. Први атентат је извршен дана 22. марта 1929. када су Мијо Бабић и Матија Солдина убили у Загребу главног уредника Новости и предсједника „Југословенске штампе” Тонија Шлегела.  Павелић и Перчец су априла 1929. године посјетили Софију гдје су 20. априла представницима ВМРО (Унутрашња македонска револуционарна организација) потписали Софијску декларацију, којом наглашавају да ће координирати „своју легалну дјелатност за извојштење човјечјих и националних права, политичке слободе, те потпуне независности и Хрватске и Мацедоније”. Због ове декларације Павелића и Перчеца Суд за заштиту државе у Београду осудио је 17. јула 1929. на смрт.
Емигранти су почели организовати подршку за свој циљ међу хрватском дијаспором у Европи, Сјеверној и Јужној Америци. Павелићу је организацијски узор био ВМРО. Тачан датум оснивања усташке организације није познат; по неким подацима још 1931, а у јануару 1932. су почели издавати први број мјесечника Усташа на простору данашње Италије. Средином 1932. објављен је Устав Хрватске револуционарне организације (УХРО) и разни прописи у вези са унутрашњом организацијом. Усташка емиграција је себи поставила задатак да свим средствима, па и оружаним устанком, стекне независност Хрватске. Организација се састојала од табора, логора, стожера и Главног усташког стана (ГУС), на чијем се челу налазио поглавник Павелић. Начела усташког покрета, формулисана у седамнаест тачака, Павелић је објавио 1. јуна 1933. Начела су садржавала компоненте из разних извора: екстремног франковачког хрватскога национализма, нацизма и фашизма, католичке клерикалне ауторитарности и идеја ХСС-а. У једанаестој тачки стајало је да у „хрватским државним и народним пословима у Независној Држави Хрватској не смије одлучивати нитко, тко није по кољенима и по крви члан хрватског народа”.
У егзилу, Павелић је убрзо ступио у контакт са бившим члановима ХСП и франковцима. У првој половини 1932. године основан је Главни усташки стан и почело је издавање новина Усташа. Њима се у избјеглиштву постепено придружују Аугуст Кошутић и Јурај Крњевић, те десетак хрватских интелектуалаца и радника. Након одласка у емиграцију, Павелић је ступио у ближи контакт с Хрватским комитетом који тридесетих година сарађује с Усташким покретом. Истовремено, Павелић и његове присталице покушале су да своју организацију не приказују као терористичку организацију него као масовни покрет хрватског народа. Затим су кренули у потрагу за државом која би им била стални домаћин. Аустрија и Бугарска су то одбиле, али су 1932. године усташки функционери Лорковић, Будак и Елић успјели да оснују центар организације на подручју Њемачке. У њему су врбовали нове усташе, а било је и неуспјешних покушаја успостављања веза са њемачком обавјештајном службом.
Много већа подршка усташама је пружена у Италији и Мађарској, државама које су имале територијалне претензије на подручју Југославије. Мусолини се надао да ће усташе моћи искористити као средство вршења притиска на Београд и као могуће савезнике у случају рата са Југославијом. Са његовом дозволом од 1931. до 1932. године у Италији је успостављена мрежа логора, гдје су усташе вршиле војну и политичку обуку. У Мађарској од 1932. до 1934. године под руководством Густава Перчеца функционисао је логор Јанка Пуста, гдје су се припремале саботаже против Југославије. У суштини, у редове усташа су ступали Хрвати који су радили у иностранству, родом из Херцеговине, југозападне Босне и Далматинског загорја. Они су регрутовани у Белгији, Уругвају, Аргентини, Бразилу, Боливији и Сједињеним Америчким Државама.
Већ у првим мјесецима емиграције Павелић је одредио двије области дјеловања усташке организације — законите и незаконите. Под законитим дјеловањем, мислило се на интернационализацију хрватског питања у Југославији, пропаганду, апелације Лиги народа од разних хрватских емигрантских организација итд. Под незаконито дјеловање, мислило се на тероризам, који је на крају постао главна активност усташа. Надали су се да ће уз помоћ тероризма довести до дестабилизације ситуације у Југославији и изазвати народни устанак. У јуну 1932. године у новинама Усташа писало је:
Усташка је дужност враћати мило за драго. Ну не једнаком мјером. Усташе, запамтите, усташки се плаћа: за зуб — главу, за главу — десет глава! Тако вели усташко еванђеље.
Постало је јасно да Павелић има финансијску подршку и заштиту италијанске владе, чија је фашистичка начела усвојио крајем 1930-их. По директиви Павелића, а уз пристанак и подршку мађарске владе, Перчец је 1931. изнајмио имање Јанка Пуста код Нађкањиже за обуку. Јанка Пуста је постала један од главних центара за обучавање диверзантских група и атентатора, одакле су биле вршене диверзантске акције у Југославији: подметање бомбе на жељезничкој станици у Осијеку, у вагону воза Осијек—Винковци, на прузи Загреб—Београд, у Загребу пред православном црквом и у дворишту касарне 32. пјешадијског пука. Терористичка обука усташа се одвијала по усташким логорима у неким европским земљама, од којих су најважнији: Јанка Пуста у Мађарској (љето 1931), Бовењо у Италији (почетак 1931) и Липари у Италији (1934). Такође су оснивани и логори у Данској, Аустрији и Њемачкој. У Југославији су се налазиле терористичке групе у Копривници (која је имала везу с Јанка Пустом) и подручју Далмације (гдје је било девет усташких група), а преко Задра, Ријеке и Јанка Пусте пребацују се људи и оружје. Већа усташка акција је била изведена почетком септембра 1932. у области Велебита/Лике, када се десетак усташа пребацило из италијанског Задра, повезало са тамошњим симпатизерима (Артуковићем, Рукавином и Дошеном) и напало жандармеријску станицу у селу Брушане. Ова акција, названа Велебитски устанак, брзо је пропала; већину усташа је ухватила жандармерија, а остали су побјегли у иностранство. Ипак, због мјера жандармерије према цивилном становништву, акција је привукла међународну пажњу и подигла усташама углед у хрватском народу. Будући да су и комунисти у то вријеме били против Југославије и илегално дјеловали у држави и иностранству —, КПЈ је подржала Велебитски устанак, али је критиковала усташе због фашизма, терористичких акција и неослањања на шире народне масе. Од увођења диктатуре, једини контакти усташа и комуниста били су на одслужењима затворских казни, када су се заједно супротстављали лошим условима по казнионицама. Док су заједно робијали, између усташа и комуниста су вођене политичке расправе у којима су обје стране покушавале да преобрате ону другу на своју страну.
Петар Ореб и Иво Херенчић су 17. децембра 1933. године покушали да убију краља Александра приликом његове посјете Загребу, што је успјешно спријечила југословенска полиција, ухапсивши атентаторе. Еуген Дидо Кватерник је организовао атентат на краља Александра I у Марсељу, приликом његове званичне посјете Француској. Убиство је извршио Владо Черноземски, члан ВМРО-а. Југославија је покренула поступак пред Друштвом народа поводом атентата, износећи доказе о италијанској и мађарској завјери против њеног суверенитета. О италијанској одговорности се није расправљало у Друштву народа, а Италија је одбила да изручи Кватерника и Павелића Југославији или Француској. Главни терет одговорности је поднијела Мађарска, а Италија — иако није била оптужена за саучесништво — ипак је доживјела непријатности. Послије атентата у Марсељу је онемогућен рад усташа у потпуности, а већи дио усташа у Италији, Њемачкој и Мађарској је био похватан и похапшен. У Италији су усташе биле интерниране на Липарска острва. Павелић и Кватерник су ухапшени средином октобра и држани су у затвору годину и по дана, а касније су били у полузаточеништву у Фиренци, па у Сијени. Јанка Пусту је запосјела мађарска полиција и извршила претрес и хапшења. Из Њемачке су усташе побјегле у Швајцарску, Белгију, Француску и Енглеску.
У ширењу хрватског национализма и обуци усташа, католичко свештенство је имало важну улогу. Неколико католичких самостана је постало нека врста база за обуку усташа и мјесто њиховог окупљања. Посебно се истичу фрањевачко-језуитске гимназије, као и Богословни факултет Свеучилишта у Загребу. Усташе су такође подржавале католичке организације, као што је „Велико крижарско братство” (крајем тридесетих година имала 540 мјесних организација; до 30.000 чланова).

### Пред Други свјетски рат
Након убиства краља Александра, усташе одустају од идеје привлачења међународне помоћи и ослањају се на помоћ Италије и Њемачке. У октобру 1936. године, Павелић је министарству спољних послова Њемачке послао меморандум под називом „Хрватско питање” (њем. Die kroatische Frage) — у којем покушава да докаже да је разарање Југославије и стварање проњемачке Хрватске у интересу Берлина. Међутим, он тада није упознао Хитлера са идејом независне Хрватске. Заправо, једина земља која је подржавала идеје у другој половини тридесетих година је Италија.
За усташе интерниране у Италији стање се додатно отежало када је влада Милана Стојадиновића 25. марта 1937. закључила са Италијом споразум о пријатељству, којом су се две државе обавезале да неће толерисати групе које раде против друге потписнице споразума. За вријеме преговора у Београду, италијански посланик је најављивао да ће Италија предузети енергичне мјере против усташа као што је држање Павелића и Кватерника у заточеништву, интернирање дијела усташа у Јужну Америку или италијанске колоније у Африци и сарадња са југословенском полицијом. Италија је покушавала да Југославију извуче из Мале Антанте и француске сфере утицаја, па је пристала на уступак — али није изручила усташе Југославији, држећи их за евентуалну употребу у будућности. Стојадиновићева влада је одредила Владету Милићевића да надзире спровођење споразума. Милићевић је дао све од себе да разбије усташки покрет како не би више били пријетња Југославији, наговаравши их да се врате у Југославији. Тако се од 500 усташа заточених на Липарским острвима, за повратак у Југославију одлучило око 220 — међу којима и Миле Будак и Јуре Францетић који су се вратили у Југославију 1938. Из Њемачке се у Југославију вратио Младен Лорковић. Повратак више од половине усташа је осјетно погодио главну језгру усташког покрета, чији ће остатак на челу с Павелићем од тада бити политички неактиван. Са повратком истакнутијих усташа, и спољнополитичким и унутрашњим догађајима, активност усташа у Југославији се појачала. Дошло је до све оштрије конфронтације између усташа и вођства ХСС-а, чему је на руку ишла и политика Милана Стојадиновића који је у Хрватској тражио било какве савезнике против Мачека. Група око Будака је постала главни носилац усташких активности у држави. Будак је покренуо недјељник Хрватски народ, који је био легално усташко гласило.
На крају тридесетих година присталице усташа су се у Југославији окупиле око двије законите организације — друштво за штедњу и зајмове „Узданица” и културно-просвјетно друштво „Матица хрватска”, гдје су водећу улогу имали националистички настројени хрватски интелектуалци. „Узданица” је координисала активности незаконитих усташких ћелија. „Хрватска матица” је окупљала идеологе хрватског национализма, а са њом су сарађивали Јулије Макенец, Миле Старчевић, Младен Лорковић и Миле Будак, који су касније постали министри у Павелићевој влади.
За југословенско-италијанске односе кључна су била два догађаја: смјена Милана Стојадиновића, чиме је опао италијански утицај у Југославији; и постављање Драгише Цветковића на дужност предсједника Министарског савјета и постављање хрватског питања за главну унутрашњополитичку тему Југославије. Италијани су били свјесни да Мачек ужива много већу подршку у хрватском народу него Павелић, па су покушали да га држе на својој страни. Такође су били свјесни могућности да се хрватско питање ријеши по угледу на словачко, уз помоћ Њемачке, чиме би Италијани на Балкану и Средоземљу добили моћног супарника. Прије Стојадиновићеве смјене, Мачек је покушао да искористи Италију како би вршио притисак на Београд. С друге стране, Италијани су подстицали Мачека да тражи од Београда велике уступке, чиме би Италијани добили непосредну прилику да се умијешају у српско-хрватски спор. Међутим, Мачек је постигао споразум о оснивању Бановине Хрватске без икаквих италијанских гаранција, па се Италија поново окренула усташама, за које је споразум Цветковић—Мачек представљао издају борбе за независност Хрватске. Мусолини је планирао да искористи усташе као пету колону приликом предстојећег напада на Југославију. Стога су 23. јануара и 10. маја 1940. Галеацо Ћано и Павелић одржали два састанка. Послије првобитног одбијања, Павелић је прихватио план да усташе подигну устанак у хрватским крајевима и да онда позову Италијане као помоћ да одржавају нову државу која ће одржавати тијесне везе са Италијом и бити са њом у персоналној унији. План за напад на Југославију је одређен на јун, али је битка за Француску одложила италијански план за септембар. Међутим, Нијемци су у августу савјетовали Италијанима да одустану од напада на Југославију пошто је Хитлер тражио мир на јужним границама Њемачке пред предстојећу инвазију на СССР, па је Мусолинијев план још једном одложен. Ипак, Мусолини је зато без консултације са Њемачком напао Грчку октобра 1940. Лоша ситуација у којој се нашла Италија после грчке противофанзиве у Албанији натјерала је Хитлера да врши притисак на Југославију да приступи Тројном пакту. Почетком марта 1941. године Павелић је из Фиренце дошао у Рим на позив. Високи званичник министарства спољних послова Италије, референт о хрватском питању барон Ферарис, у име италијанске владе је обавијестио Павелића о томе да ће се Југославија придружити Тројном пакту и тражио је — у форми ултиматума — да усташка организација не ствара потешкоће за италијанску дипломатију и прекине све дјелатности. Споразум о приступању Тројном пакту потписао је предсједник Министарског савјета 25. марта 1941. године. Када је влада Цветковић—Мачек приступила Тројном пакту 25. марта, чинило се да је то велики ударац за усташке планове о независној држави, док су бројни југословенски политичари сматрали издајом националних интереса. Међутим, у Југославији је већ 27. марта извршен државни удар, а Цветковићева влада и краљевско намјесништво су збачени са власти. Ти догађаји су Силама Осовине били повод за напад на Југославију.

### Други свјетски рат — Независна Држава Хрватска
Павелић 28. марта 1941. године, одушевљен вијестима о њемачком нападу, издаје наређење да се све усташе окупе у италијанском логору у граду Пистоја (у Тоскани) и 10. априла је извршио смотру. У Италији су све усташе на челу са Павелићем у 8 часова 10. априла преко радија чуле проглас о оснивању Независне Државе Хрватске у Загребу, који је прочитао Славко Кватерник, а који је себе прогласио замјеником поглавника. То се догодило на дан уласка њемачке војске у Загреб. Коначну одлуку о томе ко би требало да води проњемачку владу донијео је Берлин. Чекајући Павелићев долазак, Кватерник са својим ближим сарадницима формирао привремен владу — Хрватско државно водство, а на њено челу поставља Мила Будака. Мјесну власт су преузеле усташе или бивши званичници Хрватске бановине који су заклели на оданост НДХ.
Увече 12. априла 1941. министар спољних послова Њемачке Јоахим фон Рибентроп обавијестио је специјалног изасника МСП Њемачке у Загребу штандартенфирера СС Едмунда Фезенмајера, да Хитлер из политичких разлога намјерава Италији дати предност у хрватском питању, а да марионетску владу не треба предводити вођа загребачких усташа Кватерник, који је под Фезенмајеровим диктатом прогласио НДХ, него поглавник Анте Павелић. За формалног шефа државе је 18. маја 1941. године проглашен италијански принц из савојске династије Ајмоне као краљ Томислав II.
Њемачка влада је 6. јуна 1941. године дефинисала коначне границе НДХ: на састанку Хитлера и Павелића одлучено је да у састав НДХ буду укључене, поред већине територије данашње Републике Хрватске (без Истре), Босна, Херцеговина и Новопазарски санџак. Босну и Херцеговини су усташе сматрале „изворном хрватском земљом”. Међутим, велики дио Далмације са око 400 хиљада становника припао је Италији. Након пада фашистичке Италије 3. септембра 1943. године то подручје је Павелић прикључио НДХ.
НДХ је био дио окупационог система формираног на подручју Краљевине Југославије. Међутим, имала је стварне атрибуте државе и независност у спровођењу унутрашње политике. Према мишљењу руског историчара Леонида Гибијанског, НДХ „представља, нарочито на почетку, у очима значајног дијела хрватског друштва оличење националне државе. То је довело до подршке НДХ, или барем до оданости ’својој држави’, или чак једноставно до невољног помирења са њеним постојањем међу прилично широким слојевима хрватског, а и у одређеној мјери муслиманског становништва, често укључујући и оне које нису одобравали или су, у крајњој мјери, били удаљени од свих особина устаљеног усташког режима, конкретно реалности њихове политике и идеологије”. Истовремено, према мишљењу руског историчара Фрејдзона, „већина народа није била задовољна тиме што је Независна Држава Хрватска настала у тијесној вези са италијанским и њемачким фашизмом”. Усташку власт је представљао сопствени радикално-националистички режим са снажним тоталитаристичким цртама. Усташе и њихова идеологија су у новој држави заузимале апсолутни монополски положај. Забрањене су све политичке странке и друштвени покрети. Као замјена, успостављен је систем званичних јавних организација, које су укључивале омладину, жене итд. који су били или дио усташког покрета или су га у потпуности контролисали. Женски огранак је назван „Женска лоза усташког покрета”, а службено гласило огранка био је лист Усташкиња. Само чланови усташког покрета су могли заузети важне јавне положаје.
Титулом поглавника Павелић је сву моћ ставио у своје руке, промовишући свој култ личности. Усташки покрет је прерастао у једину странку у земљи. Паралелно са војском заснованом на регрутовању (Хрватско домобранство), према примјеру њемачког СС-а основане су специјални војни одреди усташа (Усташка војница). Павелић је сам доносио све законске одредбе, постављао чланове вишег руководства и званичнике усташког покрета. У НДХ није била изборних органа ни на државном, а ни на мјесном нивоу.
Геноцид над Србима, Ромима и Јеврејима изазвао је отпор усташком режиму. У априлу 1941. године, послије првих упада усташа у српска села, који су били праћени масовним убиствима, побуну су започели четници, којима је заповједао генерал Драгољуб Дража Михаиловић. Четници су углавном били Срби и били су одани Влади у избјеглиштву. У љето исте године побуни су се придружили и партизани којима је заповједао Јосип Броз Тито. До краја јесени 1941. године четници и партизани су дјеловали заједно, међутим, неслагања која су постојала између њих су довела до конфронтација, које су прерасле у борбена дејства. Искористивши то, чиновници НДХ су на више мјеста, почевши од прољећа 1942. године, успјели постићи примирје са мјесним одредима четника. Неки од тих одреда су се касније борили против партизана заједно са усташама и домобранима. Дио четника је одбио да склопи примирје и наставио је борбу против окупатора. Дража је имао резерве према примирју са НДХ, међутим, одлучно се противио само када су питању били писани договори. Један дио историчара оспорава сарадњу усташа и четника у борби против партизана.
У фебруара 1942. године усташе су основале Хрватски државни сабор, који је имао декоративну функцију. Сабор није имао никаква законодавна овлашћења и ускоро се претворио у орган усташке пропаганде. Према мишљењу историчара Сергеја Белјакова, чланови Сабора су преносили гледишта усташке врхушке о најважнијим питањима у НДХ. Након треће сједнице у децембру 1942. године, Сабор више није сазиван.
У покушају да одрже подршку ширег слоја хрватској друштва Независној Држави Хрватској, усташе су постепено предавале министарске дужности у влади бившим члановима ХСС-а. Павелић је 1943. године дужност предсједника Владе уступио Николи Мандићу. Међутим, уступак је била чиста формалност, јер је сва стварна моћ и даље остала у рукама усташког покрета и Павелића. Током овог периода официри Вермахта који су се налазили у НДХ веома су негативно описивали усташки режим, истичући његову слабост и чињену да он постоји само захваљујући подршци Њемачке. Министар унутрашњих послова Младен Лорковић и министар оружаних снага Анте Вокић су 1944. године започели припреме за државни удар и свргавање Павелића и приступање НДХ антихитлеровској коалицији. Међутим, њихова завјера је откривена и они су нешто касније стрељани.
Од октобра 1944. до краја рата, Павелић и његови сарадници су више пута покушали успоставити контакт са владама Сједињених Америчких Држава и Уједињеног Краљевства. Павелић је од западних Савезника тражио признање НДХ и заштиту од партизана и Црвене армије. Покушавајући да добије одговоре из Вашингтона и Лондона, он је 3. маја 1945. године укинуо све расне законе у НДХ, али сви његови захтјеви упућени западним Савезницима остали без одговора. Усташка врхушка је 5. маја побјегла из Загреба. Неколико дана касније град су ослободили партизани и НДХ је престала да постоји.

#### Спољна политика владе Анте Павелића
Спољна политика усташког режима била је чврсто везана за земље Осовине. НДХ је 15. јуна 1941. године приступила Тројном пакту, а 25. новембра Антикоминтернском пакту. Друге државе потписнице тих споразума су званично признале НДХ и успоставиле дипломатске односе са њом. Павелић и његови сарадници су се у потпуности придржавали курса који су водиле Њемачка и Италија. Када су оне објавиле рат Сједињеним Америчким Државама, сличан корак је 14. децембра направила и НДХ, а затим је објавила рат и Уједињеном Краљевству.
Упркос чињеници да НДХ није објавила рат Совјетском Савезу, службена пропаганда је на све могуће начине исказивала радикално непријатељство према СССР. На иницијативу Павелића и са личним Хитлеровим одобрењем на совјетско-њемачком фронту почетком јесени 1941. године послато је неколико војних јединица, у које су ступили добровољци познати као „Легионари”. Хрватски добровољци у саставу Вермахта чинили су значајну војну силу, са више од 113.000 војника и официра. Према процјени Олега Ромањка, Хрвати су се у борбама показали боље од других националних формација Трећег рајха. Укупно је погинуло више од 14.000 Хрвата и босанских Муслимана који су служили у Вермахту или СС.
Током година у емиграцији, Павелић је био блиско повезан са Мусолинијевим режимом и у првим годинама своје владе био је оријентисан према Риму. Међутим, након што је Италија објавила своје претензије према дијеловима НДХ, првенственом према Далмацији, почео је да маневрише између Рима и Берлина. Сличне акције су се одвијале све до капитулације Италије 1943. године, од када је једини заштитник НДХ била Њемачка.

#### Геноцид
Национално-политички циљ усташа није био само успостављање независне државе Хрватске, него и давање етничког хрватског карактера новој држави. Главна препрека ка испуњењу тог циља били су Срби, који су чинили једну трећину становништва НДХ. Због тога, од првих дана постојања НДХ, усташе су започеле активну антисрпску дјелатност. Увод је била моћна пропагандна кампања, у којој су Срби приказани као главни непријатељи Хрвата, којима није мјесто у НДХ. Пропаганда је кулминирала масовним убиствима Срба и њихово спровођење у бројне концентрационе логоре.
Сљедећи примјер Њемачке, усташки режим је издао расне законе засноване на Нирнбершким законима, усмјерене против Срба, Јевреја и Рома. Законска одредба о заштити народа и државе усвојен је 17. априла 1941. године, према коме се због угрожавања интереса хрватског народа и НДХ изводи смртна казна. Дана 18. априла усвојене су одлуке о именовању државних комесара у приватним предузећима, која се налазе у власништву Јевреја или Срба, и конфискацији свих аутопревозних средстава, 25. априла издата је законска одредба о забрани ћирилице, 30. априла законска одредба о заштити аријевске крви и части хрватског народа и законска одредба о расној припадности итд. Србима је наређено да носе траке са латиничким словом „П”, што је била скраћеница за „Православни”.
Усташка влада је 5. маја 1941. године издала декрет према коме се Српској православној цркви забрањује дјеловање у НДХ. Загребачки митрополит Доситеј је ухапшен 9. маја. Наредба о забрани свих српских православних народних школа издата је 2. јуна.
Током свог говора у Госпићу 22. јуна 1941. године један од водећих усташа Миле Будак формулисао је акциони план према Србима, који је 26. јуна објавио у новинама Хрватски лист:
Један дио Срба ћемо побити, други раселити, а остале ћемо превести у католичку вјеру и тако их претопити у Хрвате.
Усташе су вршиле диференцирану политику према народима које су прогласили непријатељима. Разлика у ставу према Србима и Јеврејима, била је жеља да се Јевреји потпуно униште, док би према њиховим плановима трећина Срба требала бити убијена, трећина покатоличена и трећина протјерана у Србију. На овај начин, усташе су планирале учинити своју државу потпуно једнонационалном. Према италијанском историчару Марку Ривелију, јеврејско питање није било главни „расни проблем”. Према његовом мишљењу, Павелић је покушао истријебити Јевреје само како би „задовољио најмоћнијем нацистичком савезнику”.
Значајан број жртава геноцида је погинуо или пострадао у бројним концентрационим логорима, које су основале усташе. Одмах након проглашења НДХ, усташе су отпочеле са стварањем два типа логора: депортациони и концентрациони. У прве су упућивани људи за накнадну депортацију у Србију. Такви логори су били Цапраг код Сиска, Бјеловар и Славонски Брод. Концентрациони логори су постали мјеста масакра и симболи усташког терора.
Током априла и маја 1941. године почињу се оснивати први концентрациони логори у НДХ. Они су озакоњени 23. новембра исте године посебним декретом Павелића и Артуковића под називом „логори за интернирање и рад”. Логори су били раштркани по цијелој територији НДХ, а контролисале су их усташе. Од свих њих, до краја рата су остали само логори Јасеновац и Стара Градишка. Логорима је управљала Усташка надзорна служба, а први управник свих логора је био Мијо Бабић, кога су у јуну 1941. године убили српски партизани. На његов положај је ступио Вјекослав Лубурић, који је остао управник све до краја рата.
Током вршења геноцида над Србима, усташе су своје жртве убијале посебном врстом ножа, „србосјеком”. Позната је његова употреба током покоља у Јасеновцу. Међу стражарима логора у Јасеновцу је 24. августа 1942. године одржано „такмичење” у броју закланих логораша. У такмичењу је побједио Петар Брзица, припадник католичке организације Крижари, који је „србосјеком” за једно вече пререзао грла 1.360 логораша. Побједник „такмичења” је као награду из руку логорског капелана примио златни сат, од управе логора сребрни сервис, а од својих сарадника печено прасе и боцу вина.
Тачан број жртава и данас није познат. Према разним процјенама, укупан број жртава геноцида се креће од 197.000 до 800.000 Срба. Око 240.000 Срба је присилно преведено у католицизам, а још 400.000 је протјерано у Србију. Од 30.000 Јевреја, истребљених током рата, 23.000 је погинуло у логорима НДХ, а још 7.000 је депортовано и погубљено у Аушвицу. Међу мртвима има и Јевреја који су са подручја Србије спроведени у логоре НДХ. Број погинулих Рома је око 80.000.

#### Односи са Католичком црквом
Улога Католичке цркве у НДХ и у геноциду над Србима се тумачи на различите начине: од оптужби за подстицање и непосредно учешће у геноциду до навода о покушајима католичког свештенства да спасе српско становништва. У суштини, полемика о овом питању се своди на расправу о двије фигуре — папи Пију XII и загребачком надбискупу Алојзију Степинцу.
Надбискуп Алојзије је на почетку НДХ безусловно подржавао Павелића и усташе. Показујући им своју подршку, он је позивао католичко свештенство и становништво НДХ да уради исто. Степинац је 26. јуна 1941. године лично увјеравао Павелића у „искрену и лојалну сарадњу ради боље будућности наше домовине”. Одмах након проглашења НДХ, он је од Свете столице захтијевао да је дипломатски призна и уложио је многе напоре да успостави везе између Ватикана и НДХ.
Павелић и министар образовања и културе Миле Будак су 5. маја 1941. године издали законску одредбу о прелазу с једне вјере на другу, присиљавајући православце да се преобрате на католицизам. Након тога, званично периодично издање Загребачке надбискупије Католички лист објавио је Степинчеву изјаву у којој је он Србе назвао „отпадницима од Католичке цркве” и одобрио нови закон. Ово издање од 31. јула позвало је на убрзање процеса католичења Срба. Степинац је писао Ватикану 1943. године да је у НДХ покатоличено 240.000 Срба.
Степинац је био и апостолски викар усташких оружаних снага, односно шеф свих капелана. Оружане формације НДХ су имале у својим редовима војне свештенике. Укупно их је било 150, који су били потчињени папском викару, тј. надбискупу Степинцу. Неки од њих су лично учествовали у злочинима над Србима. Други су се ограничили само на оправдању тих убистава.
У јесен 1941. године НДХ и Ватикан су размијенили дипломатске представнике. НДХ у Ватикану је представљао Никола Рушиновић, а Ватикан у НДХ опат Марконе. Истовремено, Русиновић је извјестио Загреб да су његова дјелатности у Ватикану отежане, јер је свештенство подијељено на присталице усташа и њихове противнике.
Током рата, папа Пије XII је више пута примио извјештаје о злочинима над православним становништвом у НДХ и учешћу свештенства и монаха у злочинима, али ништа није преузимао поводом тога. Сличан положај су заузели Степинац и београдски надбискуп Јосип Ујчић, који су били редовно информисано и злочинима над Србима. Усташком терору се из Ватикана противио само кардинал Ужен Тисон. Никола Рушиноћ је писао да је у разговору са њим о злочинима усташа замјеник секретара Ватикана Ђовани Батиста примјетио да „Ватикан прима негативне информације о Хрватској са одређеним неповјерењем”.

### Након Другог свјетског рата
Након побједе Антихитлеровске коалиције у Другом свјетском рату, у мају 1945. године многе усташе су побјегле у иностранство. Одмах након завршетка рата остатак усташа, дио ОС НДХ, српске и словеначке националистичке групе које су водиле борбе против партизана, предале су се Британцима на подручју данашње Аустрије, али су они предати партизанима, који су већину њих стрељали. Масовна погубљења усташа у аустијском граду Блајбургу је у историографији забиљежено као Случај Блајбург. Број убијених усташа и хрватских цивила (укључујући жене и дјецу) процјењује се од 15.000 до 100.000 људи. Такође је убијено до 17.000 словеначких домобрана и српских четника са члановима својих породица.
Већина усташког вођства, укључујући Павелића, раније је побјегло из НДХ. Такозваним „пацовским каналима” које је организовало католичко свештенство — чланови организације, неколико стотина усташа отишло је у Италију, одакле су бродовима емигрирали у Аргентину, Сједињене Државе, Канаду и Шпанију. Сам Павелић је у Аргентину стигао 1947. године и до краја педесетих година је живио у Буенос Ајресу, гдје је радио као савјетник за безбједност предсједника Аргентине Хуана Перона. Дио усташа је остао у Југославији, покушавајући да, уз широку подршку католичког свештенства, организују побуњеничке дјелатности. Међутим, југословенска војска и полиција су их или похапсили или уништили. Један од посљератних напора усташа била је „акција 10. травањ” (1947—1948) коју је водио бивши официр усташке обавјештајне службе Божидар Кавран из Аустрије, а чији је циљ био организовање отпора југословенским властима у земљи. Између 22. јула 1947. и 3. јула 1948, југословенска УДБА је намамила 18 усташких група (укупно 98 појединаца) у земљу и похапсила их чим би ушли у земљу, не остављајући никакве сумње усташама у иностранству да нешто није у реду. Међу ухваћеним и ухапшеним усташама били су и Љубо Милош, Анте Врбан и Божидар Кавран.
У емигрантским круговима, усташе су формирале терористичке групе. Усташе су основале своје центре у Њемачкој, Канади, Сједињеним Државама, Аустрији и Аргентини. Усташе у емиграцији подијелиле су се у двије струје: једна која је одбијала сарадњу са било којом другом хрватском политичком групом и друга која је била спремна на сарадњу са Мачеком и његовом Хрватском сељачком странком. Под непосредним руководством Павелића 1957. године основан је Хрватски ослободилачки покрет. Са терористичким дјелатностима су почели тек 1967. године. Чланови ХОП-а су планирали и вршили нападе на југословенске политичаре, званичнике и друге грађане, као и на бивше чланове покрета који су исти напустили. Најпознатије акције ХОП-а биле су убиство амбасадора Југославије у Шведској Владимира Роловића (1971), отмица путничког авиона Скандинејвијан ерлајнс система и експлозија у авиону ЈАТ-а (1972). Од 1967. до седамдесетих година ХОП је организовао неколико десетина напада на југословенске грађана у Америци и Европи. Миљенко Хркач је 1968. подметнуо бомбу у београдском биоскопу 20. октобар. Једна група усташа је ушла на територију СФРЈ, покушавши да дигне устанак, али су акцију осујетиле југословенске службе безбједности.
Једна од најспектакуларнијих терористичких акција усташке емиграције је била отмица америчког путничког авиона 10. септембра 1976. на линији Чикаго—Њујорк. Ову терористичку акцију, која се завршила смрћу једног полицијског официра који је покушао да демонтира подметнуту бомбу и хапшењем цијеле терористичке групе, извео је Звонко Бушић заједно са још четири лица. Бушић је био вођа огранка Хрватског народног одпора, кога је основао Вјекослав Лубурић, у Америци. Због њихових терористичких активности на подручју Западне Њемачке, Западна Немачка је забранила Одпор на својој територији почетком осамдесетих година.

## Идеологија

### Теорија о поријеклу Хрвата
Идеје о етничком поријеклу Хрвата и његове самобитности заузеле су главно мјесто у усташкој идеологији. Теза о Хрватима као самосталном етносу била је прва у „Начелима Хрватског усташког покрета” — главном усташком програмском документу. Ове идеје су биле усмјерене против концепта интегрисаног југословенства, одбијајући да прихвате Хрвате као дио јужнословенске заједнице и Југославију као своју националну државу.
Павелић је очување хрватске нације поставио као први задатак усташа. Он је тврдио, да у широким слојевима хрватског становништва није било свесловенске самосвјести, што би могло бити у супротности са хрватским идентитетом, а сами Хрвати нису осјећали припадност Словенима и одбацивали су идеју о уједињењу свих Словена, која се јављала у Москви, Прагу и Београду. Поред противљења југословенству, усташе су критиковале Илирски покрет.
Покушаји усташа да оправдају самобитност Хрвата довели су до подржавања теорије о несловенском поријеклу Хрвата. Једна од њих је била готска теорија, коју је почетком 20. вијека формулисао аустријски социолог Лудвиг Гумплович, према којој Хрвати нису Словени, већ потомци словенизованих Гота, који су били настањени на Балкану након пада Западног римског царства. Поборници ове теорије су вјеровали како „слаби и покорни Словени” нису могли основати средњовјековну Хрватску, него су је основали Готи, који су били привилегована класа у Хрватској. Дакле „војнички и државотворни хрватски народ” могао је само бити потомак Гота. Ову теорију су усташе више пута истицале у препискама са вођством Трећег рајха покушавајући доказати да „Хрвати нису Словени, него Нијемци крвљу и расом”.

### Питање босанских муслимана
Словенске муслимане који су насељавали Босну и Херцеговину (данашњи Бошњаци) усташе су сматрале дијелом хрватског народа. Миле Будак је писао како су „босански муслимани расно најчишћи, најмање натруњени Хрвати”. Слично мишљење је имао и Павелић који је изјавио да „муслиманска крв наших муслимана је хрватска крв”. Ове тезе су широко распрострањиване преко новина у НДХ. Сматрало је се да је култура муслимана само у формалној вези са исламом и наглашаван је њен хрватски карактер. Истовремено, у хрватским новинама се наводило како су након прихватања ислама босански муслимани, ипак били „одвојени од своје браће са Истока”.
Представљајући босанске муслимане као Хрвате, усташе су спроводиле неколико циљева. Они су муслимане направили својим савезницима, ојачавајући своја права у Босни и Херцеговини, истовремено се борећи против муслиманских аутономиста. Међутим, стварни муслиманско-хрватски однос показао се далеко од идеалног, како су заговарале усташе. Вођство НДХ је на високе дужност у Босни и Херцеговини претежно именовало Хрвате, умјесто мјесних муслимана. У католичкој штампи у НДХ, Хрватска је називана искључиво католичком државом, а муслимани су називани атеистима и паганима. Поред тога, незадовољство босанских муслимана је изазивао привилеговани положај Католичке цркве, као и серија неостварених обећања власти НДХ. Све то је довело до тога да су муслимански политичари 1942. године написали апел Хитлеру, у коме су тражили да им он на подручју Босне оформи посебну административно-политичку јединицу, која би била под покровитељством Трећег рајха.

### Антисемитизам
На почетку усташког покрета, антисемитизам није био битан дио идеологије усташа. Слиједиле су га поједине усташе, као нпр. Миле Будак. Искрена мржња према Јеврејима почиње током средине тридесетих година, када је Павелић понудио савез Трећем рајху.
У дјелу Хрватско питање које је упућено Хитлеру, Павелић је поставио Јевреје на исти списак са Југославијом, масонима, комунистима и назвао их је најгорим непријатељима „хрватског ослободилачког покрета”. Обраћајући се Хрватима са подручја Италије, Павелић је оптужио Јевреје за вјековну пљачку и трговину светињама хрватског народа.
Након што су дошле на власт, усташе су заправо копирале расне законе Трећег рајха и од априла до јуна 1941. године су их примјењивали у НДХ. „Неаријевци” су били лишени политичких права, забрањено им је да живе у Загребу, као и да учествују у културном животу НДХ, у књижевном дјелатностима, нису могли да објављују књиге, снимају филмове итд. Такође, на подручју које је потпало под власт усташа је озакоњена национализација приватне имовине Јевреја.

### Питање хрватског језика
Усташе су језик сматрале фактором, који одређује националну припадност. Они су вјеровали да је хрватски језик у Југославији уништен и „посрбљен”, тако да је један од главних питања усташког програма био „повратак на изворни хрватски језик”. Након окупације Југославије и оснивања НДХ 28. априла 1941. године основан је Хрватски државни комитет за језик, који се бавио питањем реформе језика.
Павелић је 14. августа 1941. године потписао Закон о хрватском језику, његовој чистоти и правопису. Поред навођења самобитности Хрвата и хрватског језика, закон је забрањивао ријечи „које не одговарају духу хрватског језика”, као и позајмице из других језика. Аутори закона су сматрали да је штокавско нарјечје искључиво хрватски. Развијен је и рјечник, у коме су умјесто „србизама” уведене нове ријечи. Нпр, умјесто ријечи „филм” кориштена је ријеч „сликопис”, умјесто ријечи „официр” кориштена је ријеч „часник” итд.
По мишљења Сергеја Бељакова, главни циљ језичке реформе усташа био је да се пронађе и истакне језичка разлика у односу на српски језик, како би се још једном указало на национални идентитет Хрвата.

### Хрватско месијанство
У усташкој идеологији посебно мјесто је заузимао поглед на „хрватску мисију” тј. борбу Хрвата са „Истоком” у интересу европске цивилизације. Аутор ових идеја био је Милан Шуфлај, који је двадесетих година 20. вијека објавио радове о хрватској историји и идентитету. Он је у једном од својих радова изнио тврдњу да је „хрватски национализам дужан бити бедем западне цивилизације”. Развијајући своје ставове усташе су на другој страни „бедема” видјели Србе, који су припадали „византизму”. Границом између „Запада” и „Истока” усташе су сматрале ријеку Дрину. Идеолози усташког покрета, укључујући и Мила Будака, тврдили су да су Хрвати „гранични стуб” о који се разбио „налет источне цркве”. По његовом мишљењу, то је играло кључну улогу у историји Европе, тако што су „зауставили продор Византије у Европу”. Младен Лорковић је тврдио да је мисија Хрвата била супротстављање Србима, што је према његовим ријечима, утврдило мржњу Хрвата према „Истоку”.
Изјаве усташа о њиховом борби са „Истоком” биле су супротстављене њиховим ставовима о босанским муслиманима, које су сматрали припадницима хрватског народа. Да би ријешио противрјечност Павелић је изнио теорију да су босански муслимани веза која повезује европску цивилизацију са исламом.
Када је НДХ придружио Антикомитерском пакту и послао добровољачке јединице у састав Вермахта и СС, месијанска теорија је допуњена. Усташки званичници у средствима масовних информација и књигама расправљали су о улози коју ће Хрватска имати у Европи послије побједе Трећег рајха. Д. Црлен је писао: „Хрватска држава је пробни камен за утврђивање тврђаве новог поредка”. Други усташки публициста Ј. Маканец је тврдио да је мјесто Хрватске у „новој Европи” и савез са Њемачком и Италијом преодређеном историјом, док су у то вријеме Срби носили жиг јудеобољшевика.

## Питање усташа током распада Југославије
Питање активности усташа поново је привукло пажњу током распада Југославије. Први предсједник Републике Хрватске Фрањо Туђман 1991. године омогућио је повратак усташке емиграције у Хрватску. Био је и међу првим политичарима који су почели да говоре о улози НДХ као хрватске националне државе. У једном од својих говора, Туђман је изјавио да Хрватска током Другог свјетског рата није била само нацистичка формација, него и израз хиљадугодишње тежње хрватског народа.
Историчар Института за славистику Руске академије наука Владимир Фрејдзон оцијенио је Туђманову политику и реакције на њу: „О политици геноцида у Хрватској током деведесетих године нема разговора. Туђман је био националиста, али не фашиста, и био је оријентисан на либералне САД и Њемачку, од којих је зависио у много погледа. Милошевић је спекулисао на природној бојазни обичних људи, заснованој на мрачним успоменама Срба из Хрватске и Босне.” Фрејдзон је такође написао, да је у Хрватској почетком деведесетих година „почела кампања за рехабилитацију Независне Државе Хрватске, а ту кампању је подржала и ХДЗ. Хрватску су из иностранства преправили идејни потомци усташа”.
Поједини истраживачи су примјетили, да је политика хрватских власти током распада Југославије код Срба који живе у Хрватској повезивана са политиком усташа од 1941. до 1945. године. Амерички истраживач Крејг Нејшн у својој монографији „Рат на Балкану 1991—2002” примјетио је да је национализам хрватских власти изазвао отворену реакцију Срба и они су почели уједињивати општине. У овоме су их подржале српске републичке власти. Иако су Срби у Хрватској говорили истом дијалектом српскохрватског језика, као и Хрвати и њихов начин живота се није разликовао од хрватског, они су били православни хришћани и добро су се сјећали геноцида, који су усташе спроводиле током Другог свјетског рата. Познати хрватски војни историчар Давор Марјан иако је потврдио тезу, да је долазак ХДЗ на власт код значајног дијела Срба изазвао страх од повратка усташких идеја, ипак је истакао, да упркос оштрој реторици ХДЗ крајишки Срби нису имали разлог да узму оружје. Према његовим ријечима, дио Срба у Хрватској се противио таквој хрватској држави. Слично мишљење је изразила и хрватска историчарка Никица Барић.
Од тренутка проглашења независности Хрватске почетком деведесетих година, поједине политичке скупине су покушале да наставе усташку традицију. Историчар Института за славистику РАН и сенатор Републике Српске Елена Гускова описала је ситуацију у Хрватској у добу 1990—1991. година:
У Републици су фактички биле рехабилитоване усташке традиције: симболика нове Хрватске личила је на симболику фашистичке НДХ, формирано је друштво „Хрватски домобран” (тако се звала регуларна војска за вријеме НДХ), рехабилитовани су поједини ратни злочинци из Другог свјетског рата, оскрнављени су споменици жртвама фашизма и партизанска гробља. Појавили су се кафићи и ресторани са називом ’У’, што значи ’усташа’, у многим касарнама и на јавних мјестима су биле изложени портрети А. Павелића.
Заиста, у 10 градова и општина улице су преименоване у част једног од вођа усташког покрета Мила Будака. Иву Ројницу, шефа усташког штаба у Дубровнику од 1941. до 1945. године, осумњиченог за смрт великог броја Срба, Јевреја и Рома, који је послије Другог свјетског рата живио у Аргентини, Туђман је поставио на дужност његовог овлашћеног представника у Буенос Ајресу. Вршило се масовно уништавање споменика антифашистима, а међу уништеним се истичу споменик „Побједи револуције народа Славоније”, споменик „Бјеловарац” и споменик жртвама концентрационог логора Јадовно и многи други. Након Туђмановог доласка на власт, започете су исплате пензија бившим усташама и ветеранима оружаних снага НДХ.
Међу хрватским политичком странкама које су испољавале симпатије према усташком покрету, истицала се Хрватска странка права на челу са Доброславом Парагом. Политички секретар ХСП Иван Гавелица нагласио је:
Из прогона, крви и суза Хрвата уздигао се Анте Павелић. Тако, и данас против Срба се морају употребити средства, које је Павелић проповједао и уз помоћ којих је дошло до стварања НДХ.
Шеф Бечког центра за истраживање нацистичких злочина Симон Визентал у интервјуу за милански лист „Коријере дела сера” 1993. године примјетио је да је у Хрватској оживио фашизам. Према његовим ријечима, прве избјеглице на почетку југословенске кризе су били 40.000 Срба из Хрватске. Такође, у Хрватској су се догодили и први инциденти подметањем пожара у православној цркви и синагоги, скрнављење јеврејског гробља.
Према мишљењу украјинског историчара Владимира Корнилова, однос хрватских власти према усташама се промијенио 2003. године, када је на чело Владе Хрватске дошао Иво Санадер. Појединим улицама и трговима, које су добиле име по усташама, враћени су стари називи. Осим тога, Санадерова влада је забранила јавно величање усташа. У мају 2003. године чак је и предсједник Стјепан Месић изјавио: „Било каква рехабилитација идеја усташа и фашизма не може и не би требала бити могућа! Не могу се рехабилитовати они који су убијали невине људе”.
У стручној литератури и публицистици, обновљено усташтво се назива неоусташтво или новоусташтво.